# ديفيد مالوني
ديفيد مالوني (بالإنجليزية: David Maloney)‏ هو مخرج بريطاني، ولد في 14 ديسمبر 1933 في ورشستر في المملكة المتحدة، وتوفي في 18 يوليو 2006 في هامبستاد في المملكة المتحدة بسبب سرطان.

## وصلات خارجية
- ديفيد مالوني على موقع IMDb (الإنجليزية)
- ديفيد مالوني على موقع ميوزك برينز (الإنجليزية)
- ديفيد مالوني على موقع قاعدة بيانات الفيلم (الإنجليزية)